# Stade du Phare
 (avril 2025).
Si vous disposez d'ouvrages ou d'articles de référence ou si vous connaissez des sites web de qualité traitant du thème abordé ici, merci de compléter l'article en donnant les références utiles à sa vérifiabilité et en les liant à la section « Notes et références ».
Le Stadionul Farul est un stade situé à Constanța en Roumanie. Sa capacité est de 15 500 places assises.
Son club résident est le FC Farul Constanța.

## Histoire
Il a accueilli des matchs de l'équipe de Roumanie de football, pour les qualifications pour la Coupe du monde de football de 2006, le Championnat d'Europe de football 2008 et la Coupe du monde de football de 2010.

## Matchs de l'équipe de Roumanie
Les rencontres suivantes de la Roumanie se sont déroulés dans le stade :
| #  | Date             | Score | Opponent           | Competition                                               |
| -- | ---------------- | ----- | ------------------ | --------------------------------------------------------- |
| 1. | 26 avril 2000    | 2–0   | Chypre             | match amical                                              |
| 2. | 8 juin 2005      | 3–0   | Arménie            | Qualifications pour la Coupe du monde de football de 2006 |
| 3. | 17 août 2005     | 2–0   | Andorre            | Qualifications pour la Coupe du monde de football de 2006 |
| 4. | 3 septembre 2005 | 2–0   | République tchèque | Qualifications pour la Coupe du monde de football de 2006 |
| 5. | 16 août 2006     | 2–0   | Chypre             | match amical                                              |
| 6. | 2 septembre 2006 | 2–2   | Bulgarie           | Éliminatoires du championnat d'Europe de football 2008    |
| 7. | 13 octobre 2007  | 1–0   | Pays-Bas           | Éliminatoires du championnat d'Europe de football 2008    |
| 8. | 11 octobre 2008  | 2–2   | France             | Qualifications pour la coupe du monde de football de 2010 |
| 9. | 28 mars 2009     | 2–3   | Serbie             | Qualifications pour la coupe du monde de football de 2010 |